# Легін Іван Федорович
Іва́н Фе́дорович Легін (3 вересня 1889, Полтавська губернія, Російська імперія — ? після 1921) — підполковник Дієвої Армії УНР.

## Біографія
Син надвірного радника Полтавської губернії.
Закінчив Курське реальне училище, Київське піхотне юнкерське училище (15 червня 1908 року), вийшов підпоручиком до 6-го Східно-Сибірського стрілецького полку (урочище Новокиївське, Далекий Схід). Закінчив Головну гімнастично-фехтувальну школу (у 1912 році). У складі 6-го Сибірського стрілецького полку брав участь у Першій світовій війні. Був важко поранений. Останнє звання у російській армії — штабс-капітан.
З липня 1917 року — ад'ютант 1-го Українського запасного полку у Києві (згодом — полк ім П. Дорошенка). У січні 1918 року брав участь у вуличних боях у Києві проти більшовиків. З 9 лютого 1918 року слркив в Окремому Запорізькому загоні (згодом — бригаді) військ Центральної Ради. З жовтня 1918 року до середини січня 1919 року — начальник штабу Окремого Чорноморського Коша Дієвої Армії УНР. У 1919 році перебував у розпорядженні штабу Дієвої Армії УНР. 21 квітня 1919 року прибув у розпорядження штабу Північної групи Дієвої Армії УНР, був відправлений у розпорядження штабу 5-ї дієвої кінної дивізії. 11 травня 1919 року прибув у розпорядження штабу 9-го дієвого корпусу. З кінця травня 1919 року — помічник начальника 2-ї частини організаційного відділу Головного управління Генерального штабу Дієвої Армії УНР. У листопаді 1919 року очолив Окремий кінний дивізіон Дієвої Армії УНР, особовий склад якого у грудні приєднався до отамана Волоха, що повстав проти УНР.
У січні 1920 року частина дивізіону повернулася до Дієвої Армії УНР, яка рейдувала у Першому Зимовому поході, а І. Легін приєднався до білогвардійської групи генерала Брєдова, яка невдовзі була інтернована у Польщі.
Влітку 1920 року разом з групою офіцерів-українців, які служили у групі Брєдова, повернувся до Армії УНР. У 1920—1921 роках — командир куреня 2-ї запасної бригади Армії УНР.
Під час Першої світової та Визвольної війни дістав два важких поранення, значною мірою втратив працездатність.
У 1920-х роках жив у місті Рівному.
Подальша доля невідома.
У Дієвій Армії УНР також служив рідний брат І. Легіна — сотник Легін Микола Федорович.